# Chiwetel Ejiofor
Chiwetel Umeadi Ejiofor CBE (/ˈtʃuːətɛl ˈɛdʒioʊfɔːr/ ⓘ CHOO-ə-tel EJ-ee-oh-for; sinh ngày 10 tháng 7 năm 1977) là một nam diễn viên người Anh gốc Nigeria. Trong sự nghiệp của mình, anh đã giành được một giải BAFTA và một giải Laurence Olivier, cũng như được đề cử: một giải Oscar, hai giải Primetime Emmy, ba giải Nghiệp đoàn diễn viên, năm giải Quả cầu vàng. Năm 2008, anh được nữ vương Elizabeth II phong danh hiệu Sĩ quan Đế quốc Anh (OBE) vì những đóng góp trong nghệ thuật. Năm 2015, anh được thăng cấp lên Chỉ huy (CBE).
Ejiofor giành được một giải BAFTA và một đề cử Oscar cho Nam diễn viên chính với vai Solomon Northup trong phim 12 Years a Slave (2013). Anh cũng từng tham gia các phim Dirty Pretty Things (2002), Love Actually (2003), Kinky Boots (2005), Four Brothers (2005), Children of Men (2006), Endgame (2009), 2012 (2009), Salt (2010) và The Martian (2015). Năm 2016, anh gia nhập Vũ trụ Điện ảnh Marvel với vai Karl Mordo trong Doctor Strange và Doctor Strange in the Multiverse of Madness (2022). Năm 2018, anh lồng tiếng cho các vai Dr. Watson trong Sherlock Gnomes (2018) và Scar trong The Lion King (2019). Anh cũng làm đạo diễn kiêm biên kịch và thủ vai chính trong phim The Boy Who Harnessed the Wind (2019).

## Tiểu sử
Ejiofor sinh ngày 10 tháng 7 năm 1977 tại khu Forest Gate phía đông thành phố London, trong một gia đình trung lưu gốc Nigeria. Cha anh, Arinze, là bác sĩ còn mẹ anh, Obiajulu, là dược sĩ. Em gái anh, Zain, là phóng viên của đài CNN.
Năm 1988 khi Ejiofor 11 tuổi, gia đình anh về Nigeria đi đám cưới, khi hai cha con đi qua thành phố Lagos thì họ bị tai nạn giao thông. Cú va chạm với xe tải đã khiến cho cha anh qua đời còn nam diễn viên bị thương nặng, tới nay anh vẫn còn vết sẹo trên trán.

## Danh sách phim

### Điện ảnh
| Năm  | Tựa                            | Vai                       | Đạo diễn               | Ghi chú                        |
| ---- | ------------------------------ | ------------------------- | ---------------------- | ------------------------------ |
| 1997 | Amistad                        | Ensign James Covey        | Steven Spielberg       |                                |
| 1999 | G:MT – Greenwich Mean Time     | Rix                       | John Strickland        |                                |
| 2002 | Dirty Pretty Things            | Okwe lander               | Stephen Frears         |                                |
| 2003 | Love Actually                  | Peter                     | Richard Curtis         |                                |
| 2003 | Three Blind Mice               | Mark Hayward              | Mathias Ledoux         |                                |
| 2004 | She Hate Me                    | Frank Wills               | Spike Lee              |                                |
| 2004 | Red Dust                       | Alex Mpondo               | Tom Hooper             |                                |
| 2004 | Melinda and Melinda            | Ellis Moonsong            | Woody Allen            |                                |
| 2005 | Four Brothers                  | Victor Sweet              | John Singleton         |                                |
| 2005 | Serenity                       | The Operative             | Joss Whedon            |                                |
| 2005 | Slow Burn                      | Ty Trippin                | Wayne Beach            |                                |
| 2005 | Kinky Boots                    | Simon / Lola              | Julian Jarrold         |                                |
| 2006 | Inside Man                     | Detective Bill Mitchell   | Spike Lee              |                                |
| 2006 | Children of Men                | Luke                      | Alfonso Cuarón         |                                |
| 2007 | Talk to Me                     | Dewey Hughes              | Kasi Lemmons           |                                |
| 2007 | American Gangster              | Huey Lucas                | Ridley Scott           |                                |
| 2008 | Redbelt                        | Mike Terry                | David Mamet            |                                |
| 2008 | Slapper                        |                           | Chính anh              | Phim ngắn, biên kịch, đạo diễn |
| 2009 | Endgame                        | Thabo Mbeki               | Pete Travis            |                                |
| 2009 | 2012                           | Dr. Adrian Helmsley       | Roland Emmerich        |                                |
| 2010 | Salt                           | Darryl Peabody            | Phillip Noyce          |                                |
| 2013 | Savannah                       | Christmas Moultrie        | Annette Haywood-Carter |                                |
| 2013 | 12 Years a Slave               | Solomon Northup           | Steve McQueen          |                                |
| 2013 | Half of a Yellow Sun           | Odenigbo                  | Biyi Bandele           |                                |
| 2015 | Z for Zachariah                | John Loomis               | Craig Zobel            |                                |
| 2015 | The Martian                    | Vincent Kapoor            | Ridley Scott           |                                |
| 2015 | Secret in Their Eyes           | Ray Kasten                | Billy Ray              |                                |
| 2016 | Triple 9                       | Michael Atwood            | John Hillcoat          |                                |
| 2016 | Doctor Strange                 | Karl Mordo                | Scott Derrickson       |                                |
| 2018 | Come Sunday                    | Carlton Pearson           | Joshua Marston         |                                |
| 2018 | Mary Magdalene                 | Peter                     | Garth Davis            |                                |
| 2018 | Sherlock Gnomes                | Gnome Watson (lồng tiếng) | John Stevenson         |                                |
| 2019 | The Boy Who Harnessed The Wind | Trywell Kamkwamba         | Chính anh              |                                |
| 2019 | The Lion King                  | Scar (voice)              | Jon Favreau            | Quay phim                      |
| 2020 | Maleficent II                  |                           | Joachim Rønning        |                                |